# Rura (god)
Rura is een inheemse godin uit de Romeinse tijd die bij Roermond vereerd werd. In 1963 worden er bij baggerwerkzaamheden aan de westkant van de Maas verschillende stukken steen uit de Romeinse tijd opgebaggerd. Enerzijds zijn er delen van een altaar opgebaggerd en anderzijds fragmenten van een bouwwerk, mogelijk een "heiligdom"/tempel. Al deze stukken zijn van zandsteen die lichtgrijs is en iets rul. Hoogstwaarschijnlijk is het Nievelsteiner zandsteen welke afkomstig is van een groeve in het dal van de Worm, een rivier die bij Aken ontspringt en bij Kempen, even ten noorden van Heinsberg, in de Roer uitmondt. Bij Nievelstein zijn vele steengroeven en hier wordt al lange tijd zandsteen gewonnen. 
Het altaar is aan de bovenkant versierd met een kussen en fruit (appels en peren), aan de zijkanten zijn fraaie gedraaide ranken met bloem aangebracht. Aan de voorkant is er een Latijnse inscriptie aangebracht: SEX · OPSILIVS / GEMINVS / RVRAE / V · S · L · M = Sex(tus) Opsilius Geminus Rurae v(otum) s(olvit) l(ibens m(erito). Julianus Bogaers vertaalt dat als: Sextus Opsilius Geminus heeft (hierdoor) aan Rura zijn gelofte ingelost, gaarne en met reden.
In het Latijn wordt de u uitgesproken als een oe en de relatie met de rivier de Roer is snel gelegd. In de achtste eeuw noemt de Cosmograaf van Ravenna een rivier Rura tussen de Rijn en de Maas wat haast wel zeker de huidige Roer moet zijn. De vondsten komen van de westkant van de Maas maar oorspronkelijk lagen ze aan de oostkant van de Maas. In de middeleeuwen is de loop van de Maas verlegd om dichter bij Roermond te komen zodat de tempel aan Rura aan de westkant terechtkwam. 